# Winkel (Noord-Holland)

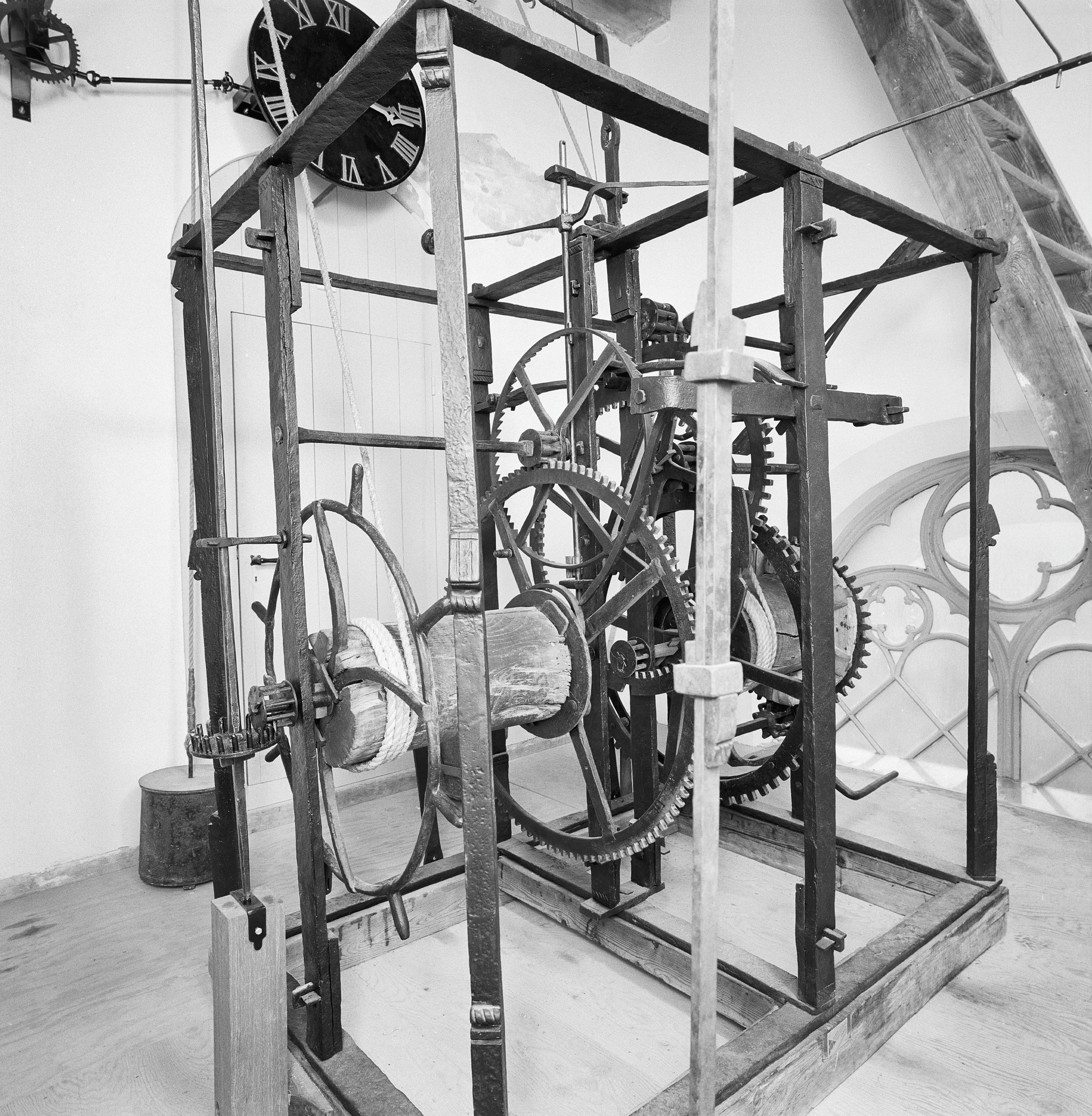
Uurwerk in de toren van de Lucaskerk

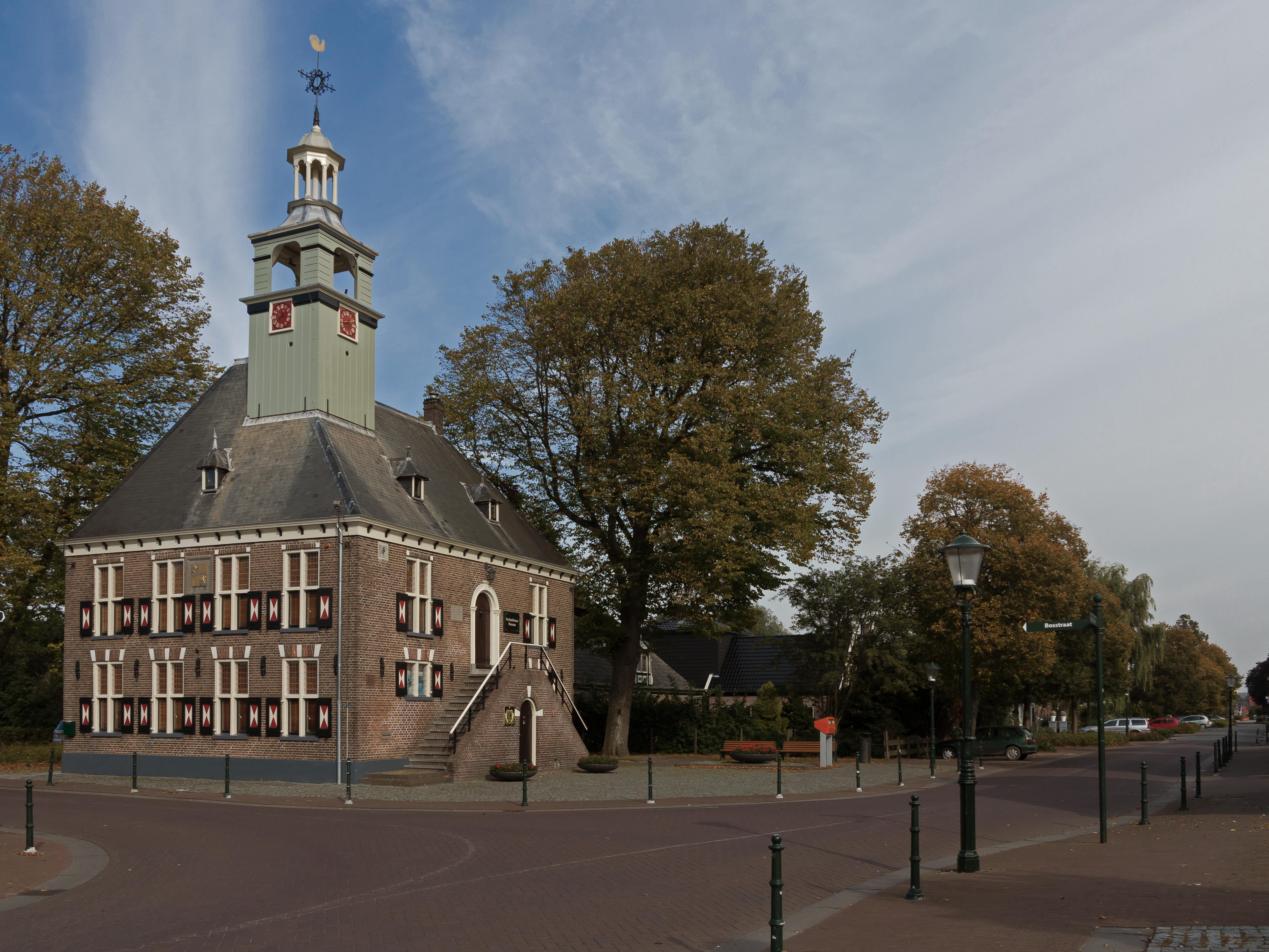
Het Regthuis, provinciaal monument

Winkel is een plaats met historische stadsrechten gelegen in de gemeente Hollands Kroon, in de regio West-Friesland in de Nederlandse provincie Noord-Holland. Het dorp heeft 3.505 inwoners. Winkel was tot 1970 een zelfstandige gemeente. Het dorp vormt samen met Nieuwe Niedorp een dubbelkern.

## Toponymie
Winkel betekent letterlijk 'hoek' (denk aan winkelhaak). Waarschijnlijk wordt hier gedoeld op de ligging van het dorp aan een hoek van de Westfriese Omringdijk.

## Geschiedenis
Bij Winkel zijn vormen van menselijke bewoning uit de enkelgrafcultuur gevonden die dateren van 2500 v.Chr. In de middeleeuwen ontstaat hier (opnieuw) een nederzetting. Aan deze nederzetting werd in 1415 door graaf Willem VI van Holland een stadsrecht verleend naar model van dat van Schellinkhout. De kern van het dorp is rond het Regthuis uit 1599 gelegen. De hervormde Lucaskerk is gebouwd in 1845. In 1814 ontstond de gemeente Winkel, waar ook het dorp Lutjewinkel deel van uitmaakte. In het jaar 1970 fuseerde Winkel met Nieuwe Niedorp en Oude Niedorp tot de gemeente Niedorp. Op 1 januari 2012 fuseerde die op zijn beurt weer met Anna Paulowna, Wieringen en Wieringermeer tot de gemeente Hollands Kroon.
De bijnaam voor de inwoners van Winkel is spreeuwen.

## Bezienswaardigheden

### Regthuis
Het voormalige raadhuis werd als rechthuis voor de bestuurlijke en rechtsprekende overheid in 1599 gebouwd. In 1666 kreeg het een verdieping en een houten toren. Het gebouw deed ook dienst als waag en werd in de negentiende eeuw het raadhuis van de nieuwe gemeente Winkel. De gevels werden toen vernieuwd en in 1922 volgde een verbouwing in imitatie Hollandse Renaissancestijl. In 1960 werd op de begane grond een postkantoor gevestigd, waarbij onder andere de balklaag en de vloer van de begane grond werden vernieuwd en een kluis aangebracht. Het gebouw is nu een provinciaal monument. Van 1994 tot 2017 was er een parfumflessenmuseum in gevestigd.

### Lucaskerk
De kerk is gebouwd in 1845 als waterstaatskerk, bekostigd door de overheid. De kerk is gebouwd op een terp en heeft enkele voorgangers gekend, de oudste daarvan was waarschijnlijk rond het jaar 1000 in gebruik. De kerk is ontworpen door Waterstaatsopzichter Hermanus Hendrik Dansdorp, en kostte zo'n 30.000 gulden. Enkele onderdelen van het interieur van eerdere kerkjes zijn bewaard gebleven, omdat ze werden hergebruikt. Daaronder is de torenklok uit 1482 (gegoten door Geert van Wou), de preekstoel uit 1671, en het torenuurwerk uit 1471. Het laatste is het oudste nog werkende uurwerk ter wereld van zijn type. Op de toren staat een windwijzer in de vorm van een dier dat een staart heeft als van een zeemeermin en aan de voorzijde het lichaam van een paard. De kerk is een rijksmonument.

### Nederlands Kremlin
Het Nederlands Kremlin is een tuin met bijzondere bouwwerken.

## Bloemencorso
In Winkel vindt elk jaar op de vierde zondag van september een bloemencorso plaats. Er zijn dan praalwagens te zien gemaakt door verschillende groepen. 's Avonds staan de wagens verlicht opgesteld, zodat ze ook dan te bekijken zijn.

## Sportclubs
Er zijn in Winkel meerdere sportclubs:
- VV Winkel, een voetbalclub, opgericht in 1939
- SV Sparta, een gymnastiek- en badmintonvereniging, opgericht in 1883
- TC Winkel, een tennisclub
- VC Winkel, een volleybalclub
- Golf & Country Club Regthuys, een golfclub

## Geboren in Winkel
- Kai Reus, wielrenner en schaatser
- Alewijn Oostwoud Wijdenes, fotograaf
- Jan te Winkel, letterkundige
- Wim Spruit, journalist, schrijver, PvdA-politicus, bestuurder